# Ракерс, Юдит
Юдит Рaкерс (Judith Rakers) — немецкая журналистка и ведущая информационной программы «Tagesschau».
Была одной из ведущих конкурса песни «Евровидение 2011». Училась в университете Мюнстера, работала на радио, снималась в кино.

## Биография
Юдит родилась в немецком городе Падерборн, долгое время жила вместе с отцом в Бад-Липшпринге. Закончила местную Падерборнскую гимназию, в период с 1995 по 2001 год она училась в Вестфальском университете имени Вильгельма и изучала журналистику и коммуникационные исследования, немецкую филологию и современную историю. Параллельно с учёбой она работала радиоведущей на местных радиостанциях NRW, Radio Hochstift и Antenne Münster.
С 2005 года ведет вечерний, ночные и утренние (в рамках программы Morgenmagazin) выпуски информационной программы Tagesschau и рубрики «Tagesthemen Nachrichten» и «Nachtmagazin Nachrichten» в программах Tagesthemen и Nachtmagazin телеканала Das Erste. 14 мая 2011 года она была одной из ведущих на Евровидении-2011 в Дюссельдорфе.